# Château Saint-Sixte
Le château Saint-Sixte est un château fort édifié au XIIe siècle au bord de la Nied situé à Freistroff dans le département de la Moselle en France.

## Histoire
Situé sur une plaine entre Freistroff et Rémelfang, le château Saint-Sixte a été édifié au XIIe siècle par le seigneur Wirich de Valcourt.
Il est remanié au XVIe pour être transformé en résidence au XVIIIe. Le château de Freistroff était le siège d'une vouerie de laquelle relevaient six autres.
Le château est sauvé de la ruine par la famille Gehl en 1986 qui le rachète ainsi que son domaine. 3 de leurs fils  entreprennent des travaux de  restauration et conservation  du château. En 2007, Philippe Gehl rachète le château à ses deux frères et commence un vaste plan de restauration avec l'aide de sa famille et d'une association impliquée dans la restauration,. Il fait l’objet d’un classement au titre des monuments historiques depuis novembre 1991.
Depuis 2007, le château Saint-Sixte est sauvé de la ruine grâce à de nombreux travaux de restauration qui ont lieu chaque année. Avec le soutien de la DRAC, la Région Grand-Est, le département de la Moselle et de la communauté de communes du Pays Bouzonvillois, ses travaux sont rendus possibles.
La pérennité architecturale et structurelle du château Saint-Sixte est à présent assurée pour les prochains siècles.

## Le château
Construit sur un plan ovale et entouré par d'anciens fossés qui étaient reliés à la Nied, le château se compose de plusieurs bâtiments de différentes époques collés, cernant une cour fermée. Cette cour comporte trois tours d'escalier polygonales, dans ses angles, donnant accès aux étages supérieurs. Une quatrième tour d'escalier, aujourd'hui disparue, permettait également l'accès aux étages.
Le château est ouvert aux visiteurs durant la saison estivale, avec des visites guidées le week-end. Les groupes organisés peuvent visiter toute l'année. Le site est également à louer pour y organiser des événements privés comme des mariages ou des séminaires d'entreprise.
Chaque année un très grand nombre de groupes scolaires sont accueillis au château afin de leur faire découvrir le patrimoine mosellan lors de journée ludique et riche d'apprentissage.

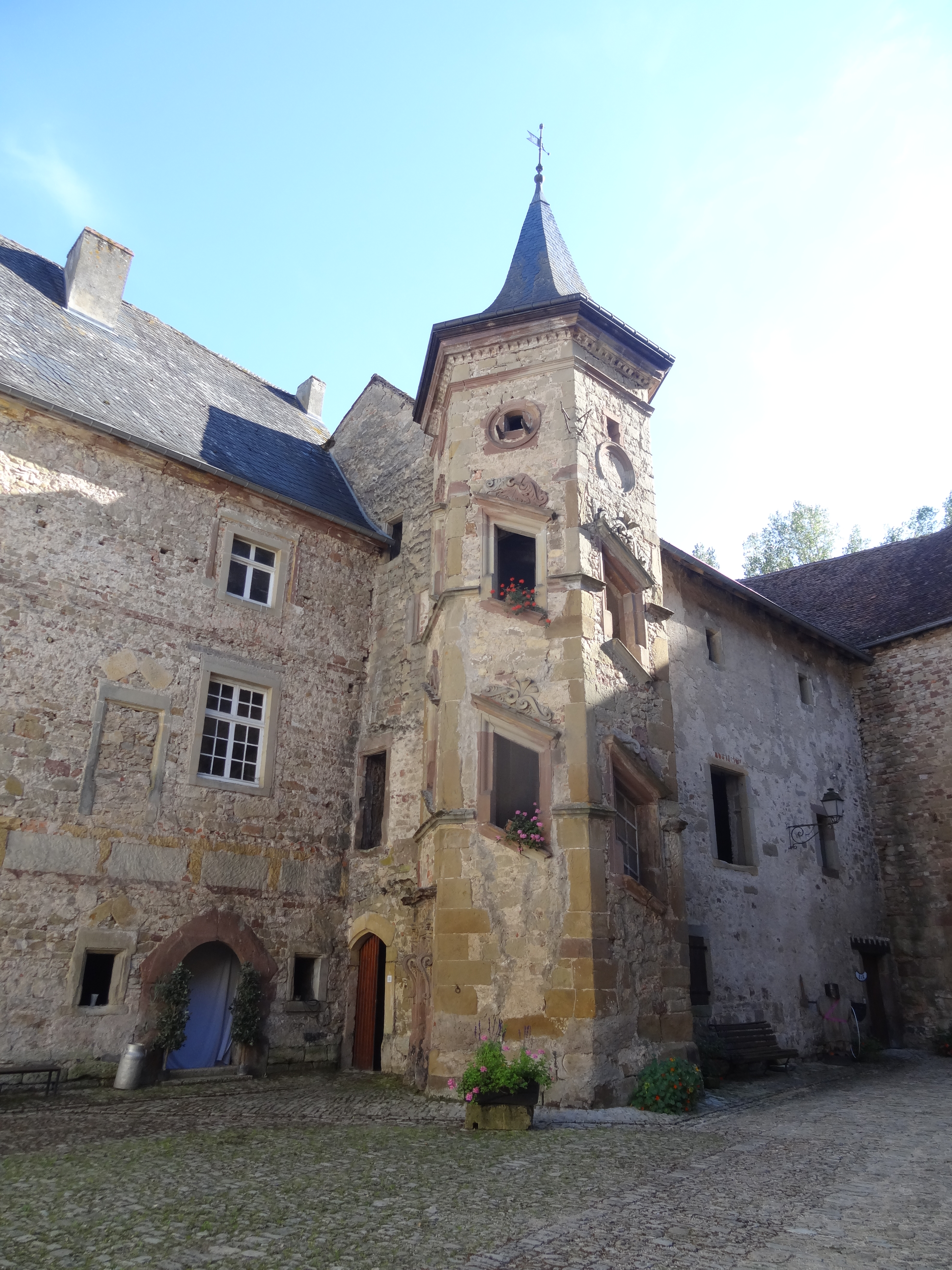
Tour d'escalier polygonale
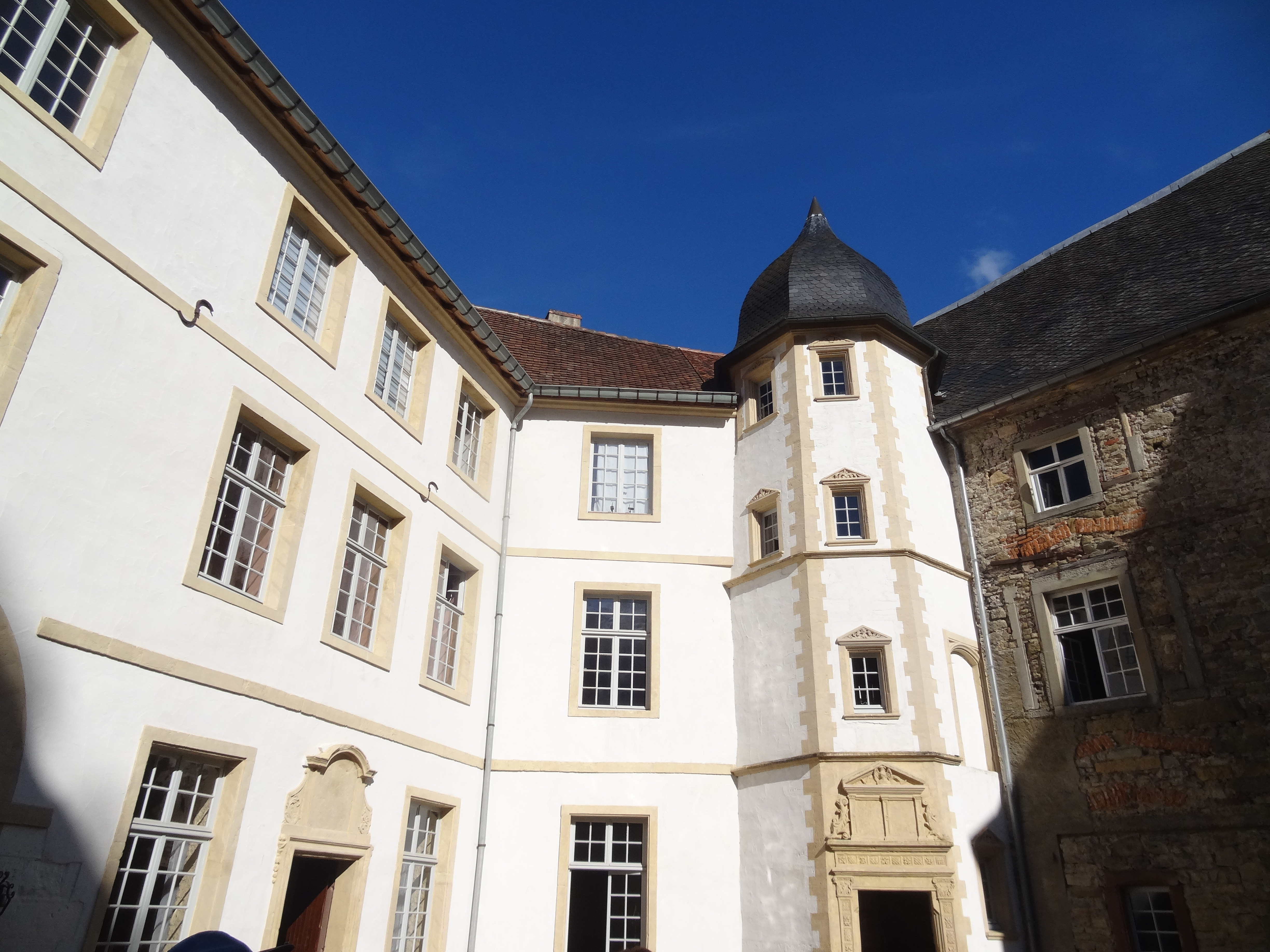
Façade de la cour fermée
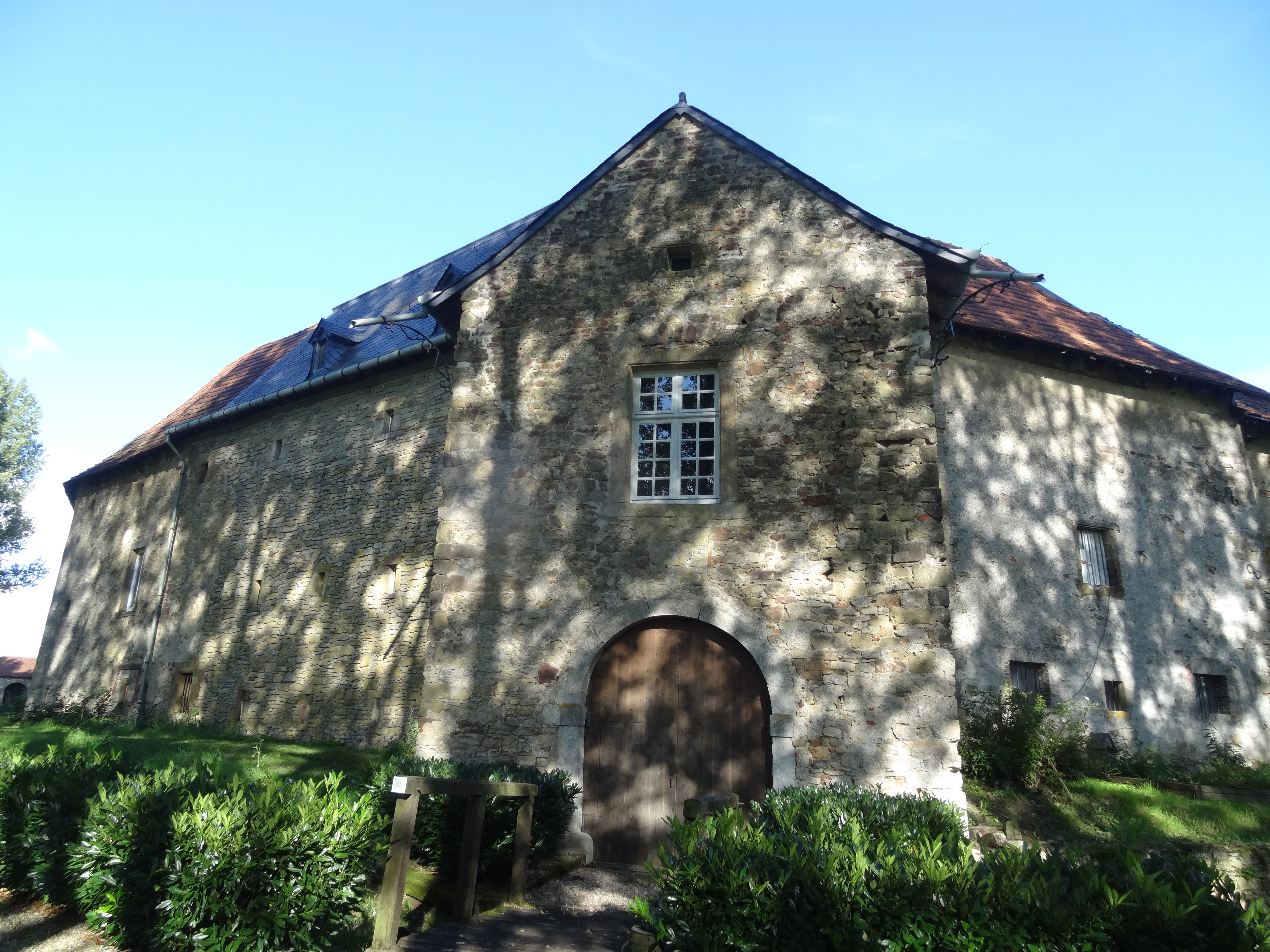
Façade extérieur

## Les activités
Chaque année le château Saint-Sixte propose de nombreuses activités et évènements ouverts au public afin de faire découvrir le château au plus grand nombre.
Des évènements thématiques comme la chasse aux Œufs à Pâques, les journées du Patrimoine et la Rommelbootzen, sont à découvrir chaque année.
Depuis 2018, le château propose un centre de loisir familial "Le Domaine Irrésixtible " sur le domaine du château Saint-Sixte. Ouvert de juillet à fin septembre, de nombreuses activités sont proposées pour distraire petit et grand lors de journée en plein air. En effet, le domaine propose un labyrinthe de maïs géant, un mini-golf, une chasse au trésor, un sentier pieds nus, du pédalo et bien sur la visite guidée du château.
En 2022, deux salles d'escapes game sont inaugurées afin de faire découvrir le château à un public de jeune adulte.